# 36ª Brigata fanteria di marina "Contrammiraglio Mychajlo Bilyns'kyj"
La 36ª Brigata fanteria di marina autonoma "Contrammiraglio Mychajlo Bilyns'kyj" (in ucraino 36-та окрема бригада морської піхоти імені контрадмірала Михайла Білинського?, 36-ta okrema bryhada mors'koї pichoty imeni kontradmirala Mychajla Bilyns'koho, unità militare A2802) è un'unità di fanteria di marina del Corpo della fanteria di marina ucraina con base a Mykolaïv.

## Storia
La brigata venne formata il 20 luglio 2015 a partire dalle unità della marina evacuate dalla Crimea dopo l'occupazione russa, in particolare il 1º e 501º Battaglione di fanteria di marina in precedenza parte della 36ª Brigata di difesa costiera. Fra il 2016 e il 2020 prese parte a più riprese alle ostilità durante la guerra del Donbass. Il 7 luglio 2019 venne ufficialmente dedicata al contrammiraglio Mychajlo Bilyns'kyj, comandante della fanteria di marina della Repubblica Popolare Ucraina.
Durante l'invasione russa dell'Ucraina del 2022 parte della brigata è stata, insieme al Reggimento Azov, una delle due principali unità a difendere la città di Mariupol' dall'assedio delle unità russe e della Repubblica Popolare di Doneck. Il 22 marzo è rimasto ucciso in combattimento il tenente colonnello Volodymyr Toršyn, comandante del battaglione artiglieria semovente della brigata, insignito postumo del titolo di Eroe dell'Ucraina. Alla fine di marzo l'unità ha perso i contatti con il 501º Battaglione, il quale si trovava a difesa delle acciaierie Illič, e di lì a poco i suoi circa 300 membri si arresero ai russi. Il 13 aprile, dopo essere stata in gran parte distrutta dai combattimenti, è riuscita ad unirsi ai resti del Reggimento Azov e a ritirarsi nello stabilimento Azovstal'. Contemporaneamente i russi hanno dichiarato di aver fatto prigionieri oltre 1000 militari della brigata, fra cui il comandante Volodymyr Baranjuk e il suo staff, lasciando il maggiore Serhij Volyns'kyj al comando delle truppe rimanenti. I resti della brigata si sono arresi il 20 maggio 2022, al termine della battaglia di Mariupol'. Per l'eroismo dimostrato durante l'assedio sia Baranjuk che Volyns'kyj sono stati insigniti del titolo di Eroe dell'Ucraina.
In totale la brigata ha subito perdite per circa un terzo del suo organico. Nel frattempo, il 4 maggio, un nuovo comandante è stato assegnato ai militari ritiratisi dall'Azovstal' prima dell'accerchiamento. Il 1º Battaglione, ricostituitosi a partire dai sopravvissuti all'assedio, è stato successivamente schierato nella regione di Cherson, in particolare prendendo parte ai combattimenti lungo il fiume Inhulec'.
Serhij Volyns'kyj, insieme ad altri ufficiali ucraini catturati a Mariupol' come il comandante del Reggimento Azov Denys Prokopenko, è stato liberato il 21 settembre 2022 nell'ambito di uno scambio di prigionieri che ha coinvolto anche l'oligarca russo Viktor Medvedčuk, e resterà sotto la protezione della Turchia fino al termine della guerra.
Dopo il successo della controffensiva nell'Ucraina meridionale e la liberazione di Cherson, a dicembre la brigata è stata trasferita nell'area di Bachmut, snodo cruciale dell'offensiva russa in Donbass. Successivamente è stata schierata più a sud, nell'area di Pisky, affiancando elementi della 56ª Brigata motorizzata e della 35ª Brigata fanteria di marina. Fra marzo e maggio 2023 la brigata è stata impiegata presso Avdiïvka insieme alla 53ª e alla 110ª Brigata meccanizzata. A luglio è stata impiegata nella controffensiva ucraina nell'area a sud di Velyka Novosilka, attaccando i villaggi di Pryjutne e Stepove insieme alla 31ª Brigata meccanizzata. Il 3 settembre il comandante della brigata, colonnello Viktor Sikoza, è stato insignito del titolo di Eroe dell'Ucraina. A ottobre il 501º Battaglione ha preso parte alle fasi iniziali della battaglia di Avdiïvka, prima di venire sostituito nel settore a sud della città dalla 53ª Brigata meccanizzata. Trasferita nuovamente nella regione di Cherson, a novembre elementi della brigata sono stati in grado di conquistare ed espandere una testa di ponte sulla riva sinistra del Dnepr, nel villaggio di Krynky.
All'inizio di giugno 2024 la brigata è stata trasferita nell'oblast' di Charkiv a causa della rinnovata offensiva russa nella regione, dove ha difeso la città di Vovčans'k. Nei giorni seguenti ha effettuato un contrattacco nella parte ovest della città, riuscendo a isolare e intrappolare circa 400 soldati russi all'interno dell'impianto industriale PJSC Volčans'kyj, i quali dopo due tentativi falliti di sfondamento hanno iniziato ad arrendersi. Ad agosto, in seguito alla legge ucraina che ha permesso ad alcune categorie di detenuti di prestare volontariamente servizio nell'esercito, la 36ª Brigata fanteria di marina ne ha integrato un certo numero nei propri ranghi, costituendo il Battaglione "Škval".
A partire dal 18 agosto il 501º Battaglione della brigata è stato impiegato nell'offensiva ucraina nell'oblast' di Kursk, dove ha occupato il villaggio di Apanasovka. Nelle settimane successive si è scontrato con elementi della 155ª Brigata fanteria di marina e della 200ª Brigata fucilieri motorizzata sulla sponda ovest del fiume Sejm. Il 10 ottobre i marines della 155ª Brigata hanno catturato una squadra di operatori di droni ucraini presso Zelenyj Šljak, fucilando i nove prigionieri; una settimana dopo il battaglione ha contrattaccato le posizioni russe nell'area di Novoivankova insieme a elementi della 47ª Brigata meccanizzata, dell'82ª e della 95ª Brigata d'assalto, infliggendo gravi perdite ai reparti meccanizzati avversari. Alla fine di ottobre la brigata è stata la prima unità della fanteria di marina ucraina a ricevere in dotazione i veicoli da combattimento Marder 1A3 donati dalla Germania. Alla fine di novembre elementi della brigata sono riusciti a respingere un contrattacco condotto dal 104º Reggimento della 76ª Divisione d'assalto aereo, recentemente trasferito dalla regione di Cherson. A partire dalla fine di aprile 2025 la brigata è stata trasferita a rinforzare il settore a ovest di Torec'k.
Il 23 maggio 2025, in occasione della Giornata della Fanteria di Marina, il presidente ucraino Volodymyr Zelens'kyj ha conferito alla brigata l'onorificenza "Per il Valore e il Coraggio".

## Struttura
- Comando di brigata[37]
- 1º Battaglione fanteria di marina "Feodosia" (Mykolaïv, unità militare A2777)[38]
- 2º Battaglione fanteria di marina
  - Unità droni d'attacco "Corrieri dell'Apostolo Pietro"
- 501º Battaglione fanteria di marina (Berdjans'k, unità militare A1965)[39]
  - Unità droni d'attacco "Grifone"
- 342º Battaglione fucilieri (unità militare A4439)
- Battaglione fucilieri speciale "Škval"
- Battaglione corazzato (T-80BV)
- Battaglione sistemi senza pilota "Vartovi"
  - Compagnia droni d'attacco "Gufi"
- Gruppo d'artiglieria
  - Batteria acquisizione obiettivi
  - Battaglione artiglieria semovente (2S1 Gvozdika)
  - Battaglione artiglieria lanciarazzi (BM-21 Grad)
  - Battaglione artiglieria controcarri
- Battaglione artiglieria missilistica contraerei (9K35 Strela-10)
- Battaglione genio
- Battaglione logistico
- Battaglione manutenzione
- Compagnia ricognizione
- Compagnia comunicazioni
- Compagnia guerra elettronica
- Compagnia difesa NBC
- Compagnia medica
- Plotone cecchini

## Comandanti
- Colonnello Dmytro Deljatyc'kyj (luglio 2015 - aprile 2018)[40]
- Colonnello Andrij Hnatov (aprile 2018 - 2021)[41]
- Colonnello Volodymyr Baranjuk (2021 - aprile 2022)[42]
- Maggiore Serhij Volyns'kyj (aprile 2022 - maggio 2022)[43] ad interim
- Colonnello Viktor Sikoza (maggio 2022 - aprile 2024)[44]
- Colonnello Mykyta Vitek (aprile 2024 - luglio 2025)[45]
- Colonnello Oleksandr Tonenčuk (luglio 2025 - in carica)[46]